# Eschlikon
Eschlikon és un municipi del cantó de Turgòvia (Suïssa), situat al districte de Münchwilen.